# Lac Athapapuskow
Le lac Athapapuskow est un lac glaciaire au Manitoba et en Saskatchewan au Canada. Il se situe à 15 km au sud-est de Flin Flon. La rivière Goose (en) y prend sa source.
En fait, le lac Athapapuskow est composé de trois plans d'eau reliés entre eux : Big Athapap au sud, Little Athapap au centre et North Arm au nord. La majorité de la superficie du lac se trouve au Manitoba avec seulement 2 km2 se trouvant en Saskatchewan. Le lac comprend plus de 575 îles dont la majorité n'ont pas de nom.